# Senzo Meyiwa
Senzo Robert Meyiwa (Durban, 24 settembre 1987 – Vosloorus, 26 ottobre 2014) è stato un calciatore sudafricano, di ruolo portiere.

## Carriera
Nella sua carriera giocò solamente per gli Orlando Pirates, ottenendo discrete prestazioni nonostante la giovane età, tali da guadagnarsi la convocazione nella Nazionale sudafricana, con la quale disputò anche la Coppa d'Africa 2013.

## La morte
Muore nel 2014 all'età di 27 anni, ucciso da un colpo di pistola durante un tentativo di rapina nella propria abitazione.

Solo la sera precedente era sceso in campo per la sua ultima partita, nella vittoria per 4-1 sull'Ajax Cape Town, in un match valido per la Coppa di Lega sudafricana.